# Guanape (paroisse civile)
Pour les articles homonymes, voir Guanape.
Guanape est l'une des trois divisions territoriales et statistiques dont l'une des deux paroisses civiles de la municipalité de Manuel Ezequiel Bruzual dans l'État d'Anzoátegui au Venezuela. Sa capitale est Guanape.

## Géographie

### Démographie
Hormis sa capitale Guanape, la paroisse civile possède plusieurs localités, dont :
- Basura
- Canillar
- Caño Amarillo
- Corcovado
- El Guamo
- El Quisando
- Granadillo
- Guanape
- Guanapito
- Jabillar
- La Esperanza
- La Guasimita
- Los Carros
- Mamonal
- Manzano
- Maracual
- Mayares
- Picadero
- San Ramón
- Tequename